# 池田宏 (映画監督)
池田 宏（いけだ ひろし、1934年8月10日 - ）は、日本のアニメーション演出家、教員。東京都大田区生まれ。

## 経歴
1941年、相生国民学校入学後、3年次より疎開を繰り返し、同じ学校を含め8回。
1950年、神奈川県立湘南高等学校に入学するが、バスケット部の夏の合宿時に病気を発症、入学1年目で休学した。フランス自然主義文学に熱中する。また、中学時代から「生死」「自他」「存在」といった哲学的なテーマに興味を示し、答を求めて通った神田神保町の古書店主の何人かから、哲学史を「私塾的」に教えられたという。高校卒業時は仏文科志望だったが、浪人中に「情報メディアの情報伝達機能に関する議論」をしたことで、映像を志望することとなる。
1955年、日本大学芸術学部映画学科演出専攻で入学。教授の牛原虚彦（映画監督）から指導を受け、イタリアの「ネオレアリズモ」を研究対象とする。
1959年、日本大学を卒業し、東映動画（現・東映アニメーション）に公募の演出助手1期生として入社。同期に高畑勲がおり、入社試験で「気を惹かれた」池田は帰路に高畑を喫茶店に誘い、入社後も公私を通じて長い親交を持った。最初の出会いの際、池田は高畑が仏文（ジャック・プレヴェール）研究からアニメーションを志望した点に、一方高畑は池田が「ネオレアリズモ」からアニメーションに来た点に興味を惹かれたという。池田は、高畑に「パクさん」という愛称を付けたのは自分であると記している。
東映動画入社後、約10年あまりにわたり脚本、演出を担当する。劇場アニメの監督（当時の東映動画では「演出」と呼称）作品として『空飛ぶゆうれい船』『どうぶつ宝島』がある。
1974年、研究開発室課長（のちに室長）に転じ、アニメーション製作のコンピュータ化に従事する
。
1985年に東映動画退社後、任天堂に入社し、初代の情報開発部長としてゲームソフトの開発を担当。兼任で、株式会社マリオの代表取締役社長、招布株式会社の代表取締役社長を歴任。1999年、任天堂を退社した。2001年、徳間記念アニメーション文化財団評議員となる。
一方、アニメーションに関係する学校等での役職は、東映動画で演出を担当中の1971年から、母校の日本大学芸術学部非常勤講師として「映像」「アニメーション」の講座を手がける。以後、女子美術大学、日本大学大学院、沖縄県立芸術大学大学院、女子美術大学大学院などの非常勤講師も担当した。
1980年、第34回日本映画テレビ技術協会奨励賞を受賞。
2003年に東京工芸大学アニメーション学科教授、2006年に宝塚造形芸術大学教授に就任している。
2017年、東京アニメアワード2017で、功労賞を受賞。
2019年、第22回文化庁メディア芸術祭功労賞を受賞した。

## 主なアニメーション作品

### 劇場アニメ
- 『もぐらのモトロ』（1962）演出
- 『空飛ぶゆうれい船』（1969）演出・脚本
- 『どうぶつ宝島』（1971）演出・脚本

### テレビアニメ
- 『狼少年ケン』（1964 - ）演出・脚本
- 『ハッスルパンチ』（1965 - ）演出・脚本
- 『魔法使いサリー』（1966 - ）演出・脚本
- 『ピュンピュン丸』（1967 - ）脚本
- 『ひみつのアッコちゃん』（1969 - ）演出・脚本

## 主な著書
- 講座アニメーション3：イメージの設計（1986）編共著
- 傑作シナリオ：空飛ぶゆうれい船（1982）共著
- アニメーションの事典（2012）共編共著
- JAPANESE ANIMATION　共著

## 主な論文
- ポケモン事件とその対応（1999）
- 日本アニメーション学会・前史（2010）
- アニメーションの概念とその特性（2011）
- 作品に於けるメッセージ（2011）
- もう一つの「どうぶつ宝島」（2012）
- 東映動画研究――生産性とその向上ーー（2012）
- 大学に於けるアニメーション教育の胎動（2013）
- ファンタジーとアニミズム（2013）